# Сплескан дифазиаструм
Сплесканият дифазиаструм (Diphasiastrum complanatum) е многогодишно тревисто растение от семейство Плаунови, регионално изчезнал вид в България и включен в Червената книга на България и в Закона за биологичното разнообразие.
Главното му стъбло е тънко и пълзящо, достига дължина до 1 – 1,5 m. Изправените му клонки са 10 – 30(40) cm високи, зелени до жълтеникавозелени, с ясна цилиндрична главна ос, с дихотомно наделени, силно сплескани, с рехави странични разклонения. Листата му по разклоненията са в 4 реда, разположени на кръст, като от долната страна са триъгълни, много по-къси от останалите. Спороносните класчета са цилиндрични, по 2 – 3(4), по-рядко единични, на дълги до 12 cm дръжки. Размножава се вегетативно чрез издънки от наземното стъбло и чрез спори, узряващи през август – септември.
Видът е разпространен в умерените и студените зони на Северното полукълбо – Европа (предимно Северна и Централна), Азия, Югозападна Гренландия, Северна Америка. Находището в България е една от най-южните точки от ареала на таксона в Европа. За последно видът е потвърден през 1934 г. в Западните Родопи – района около Сърница, на 1400 m н. в.